# CSKAアイスアリーナ
CSKAアイスアリーナ（ロシア語: Ледовый Спортивный Комплекс ЦСКА имени Всеволода Боброва, ЛСК ЦСКА、英語: CSKA Ice Palace CSKAアイスパレス）は、モスクワの氷上スポーツ施設である。KHLのアイスホッケークラブ、HC CSKAモスクワのホームアリーナであり、観客収容数は5600人。プロのアイスホッケーの試合開催のために建設された。 正式名称のフセヴォロド・ボブロフとは有名なCSKAの選手であり、CSKAとソ連代表監督も務めたレジェンドである。
周辺にはCSKAのプール、体育館、室内競技場、テニスコート、バスケットボールセンターなど多数のスポーツ施設が結集している。最寄駅はモスクワ地下鉄ザモスクヴォレーツカヤ線（緑）のアエロポルト駅。